# Laleno
Der Laleno (Lalenu, Monte Laleno, Alto Laleno) ist ein Berg in Osttimor. Er befindet sich in der Aldeia Codo (Suco Maina II, Gemeinde Lautém). Westlich entspringt der Builui, ein Nebenfluss des Raumoco. Südlich erstreckt sich das Fuiloro-Plateau. Nach Norden kann man bis zur Nordküste Timors an der Straße von Wetar sehen. Der Laleno hat eine Höhe von 696 m.
2023 wurde hier ein Fernsehturm errichtet. Schon zuvor war hier eine Sendeanlage installiert.

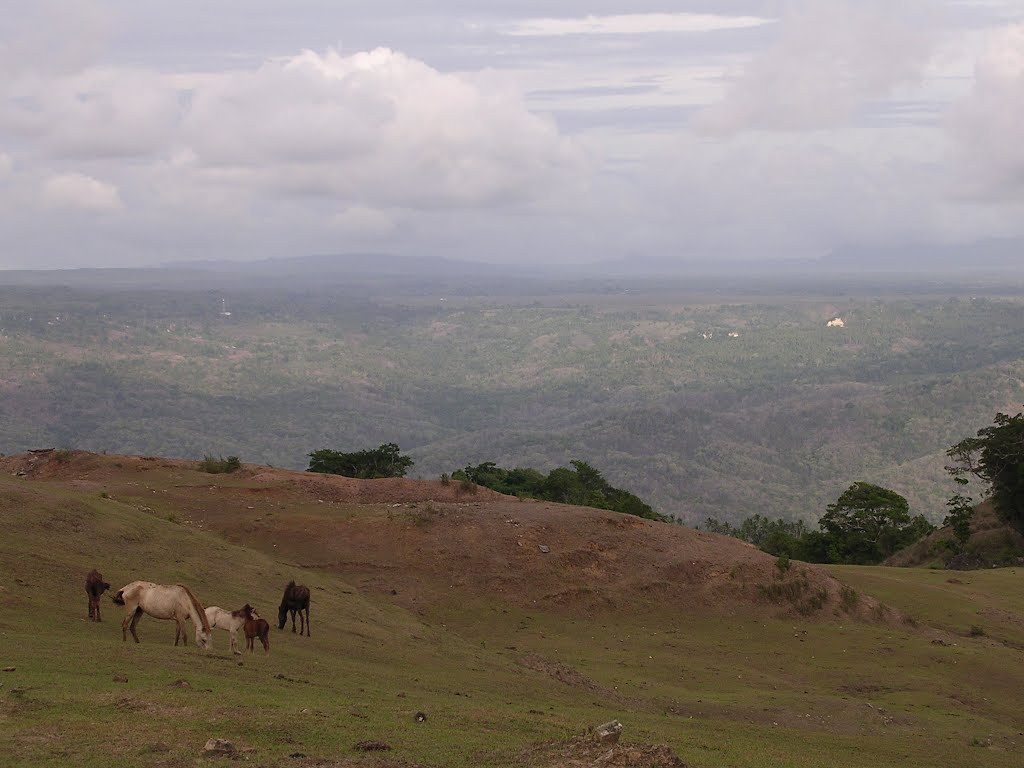
Blick auf das Fuiloro-Plateau
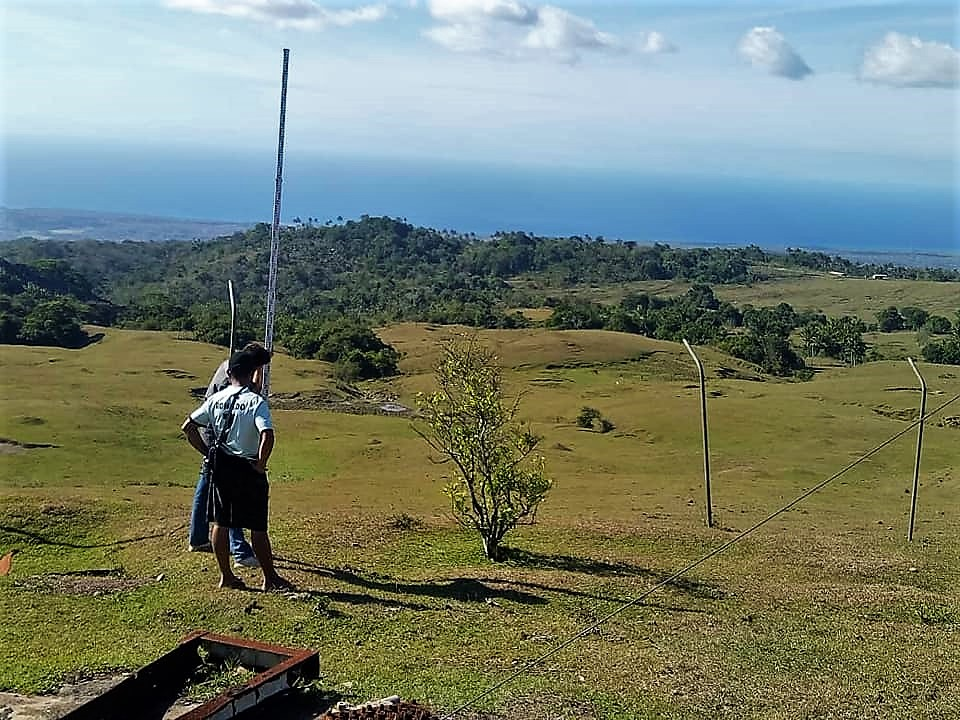
Blick nach Norden, Richtung der Straße von Wetar.
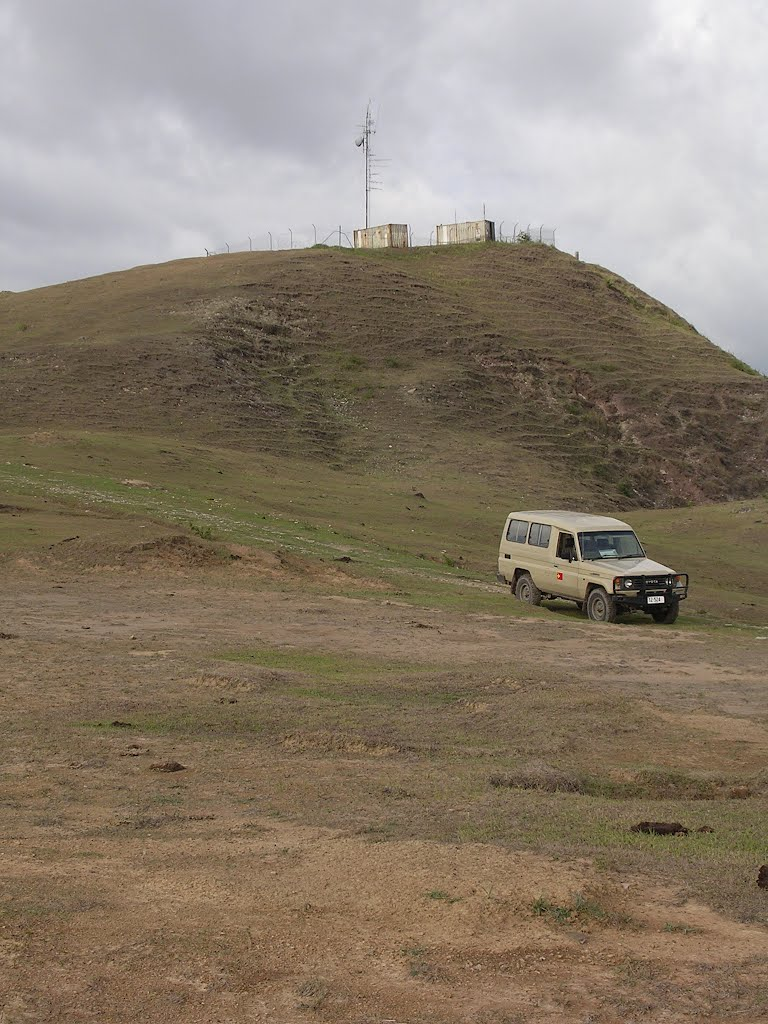
Die alte Sendeanlage auf dem Laleno (2014)
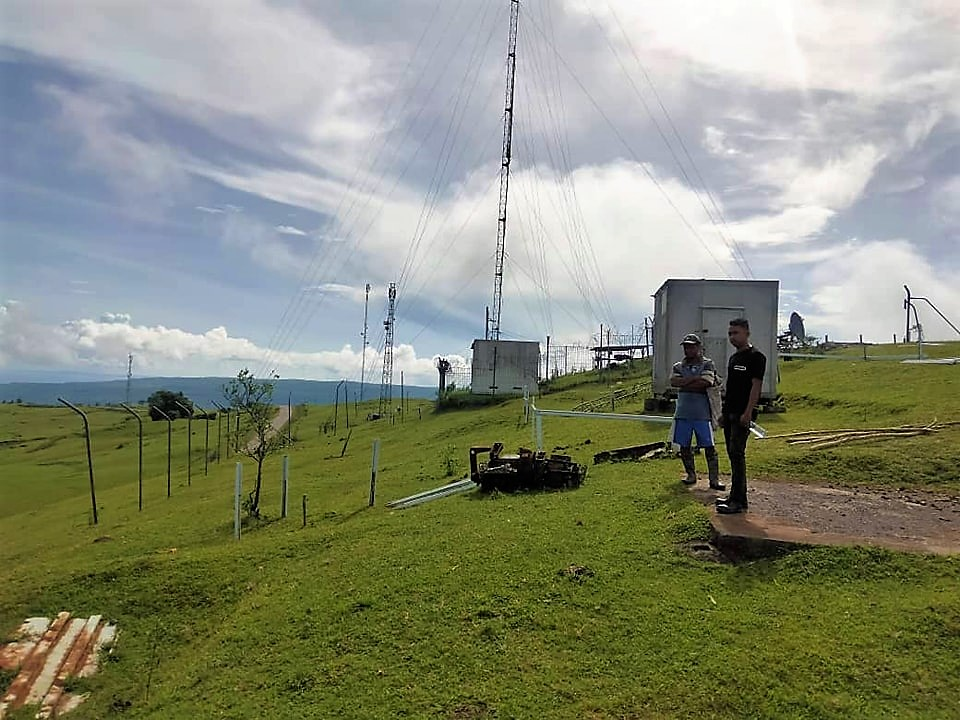
Bei der alten Sendestation (2023)